# Chilobrachys hardwickei
Chilobrachys hardwickei là một loài nhện trong họ Theraphosidae.
Loài này thuộc chi Chilobrachys. Chilobrachys hardwickei được Pocock miêu tả năm 1895.
Loài này komt endemisch voor in het oosten van Ấn Độ và wordt gevonden tot hoogtes van 500 mét boven zeeniveau. De lokale bevolking is bang voor de giftige beet en daarom wordt het dier bestreden, bovendien vindt er handel plaats in dit dier als huisdier. De populatietrend is afnemend, maar de soort wordt op de rode lijst van de IUCN nog gekwalificeerd als niet bedreigd (Least Concern).